# Торговый дом «Евгений Арманд и сыновья»
Торговый дом «Евгений Арманд и сыновья» — компания, объединяющая крупнейшие предприятия семьи Армандов в Московской области, на которых было занято 1200 человек.

## История

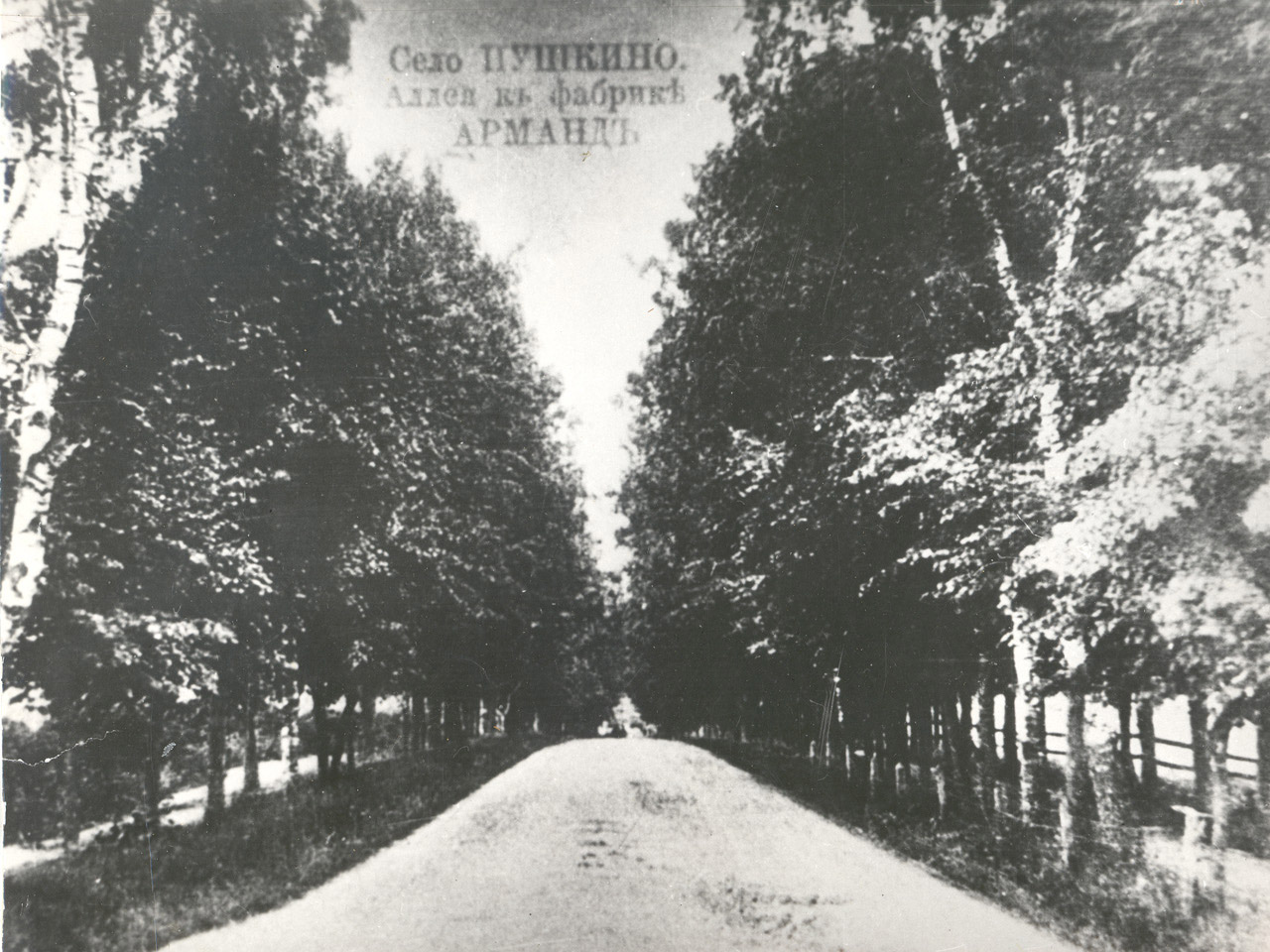
Аллея к фабрике Арманд, село Пушкино

В 1843 году московский купец Фавар построил фабрику. На ней работал 291 работник. На предприятии изготавливали саржу, кашемир, люстрин, сатин, камлот, ластинг. В 1853 году фабрику купил потомственный почётный гражданин Евгений Иванович Арманд. К 1871 году на фабрике было уже занято 839 человек. Ткацкое отделение фабрики работало целый год без перерывов, летом красильня делала перерыв в работе на один месяц. Фабрика располагалась в низменной местности, на левом берегу реки Учи там, где она впадала в Серебрянку. На территории фабрики был колодец. Вода в нем достигала 1-1,5 метров и добывалась насосом. Территория фабричного двора составляла 5,5 га земли.

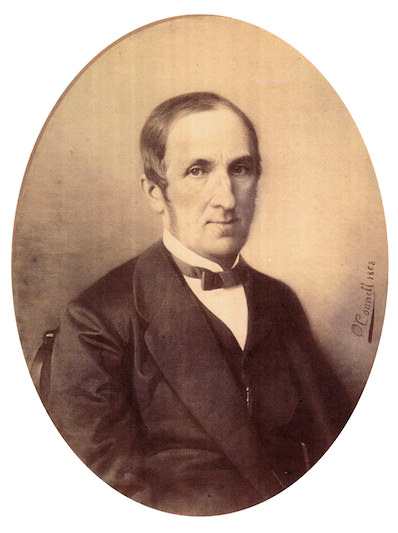
Евгений Иванович Арманд

На территории фабрики располагалось 24 фабричных строения и разные пристройки. В них были мастерские, кладовые и баня. На левом берегу пруда было два ткацких корпуса и отбельный (отделочный) корпус. В зданиях этого корпуса товар промывался, сушился, опаливался. На берегу реки Учи располагался газовый завод. В красильном корпусе были три мастерские. В одной мастерской проводилось окрашивание и промывка, в другой — окрашивание в холодной воде, в третьей мастерской — окрашивание в горячей воде. Средняя мастерская освещалась при помощи фонаря на крыше. Газ использовался для искусственного освещения. Стены у мастерских были сырые, на них появлялись мох и плесень. Отопление мастерских осуществлялось при помощи паровых труб. Вышивальная мастерская располагалась по соседству с кладовой. Она отапливалась двумя голландскими печами. На втором этаже была стригальная, которая отапливалась одной печью. Ткацкая мастерская была достаточно больших размеров. В ней располагалось помещение для шлихтовальной машины. В ткацкой мастерской был деревянный пол, отопление осуществлялось при помощи паровых труб. На втором этаже здания были сновальная и ткацкая конторы. На предприятии ткали полушерстяные материи, окрашивали и делали отделку своего и чужого товара. Товар с английской шерстью промывался в растворе соды, который кипел, затем в кипятке. Далее товар сушился на барабанах и опаливался на желобах, поступал в покраску. Вначале в кипящих растворах красили шерсть, затем бумагу в холодных растворах или теплых. Затем товар промывался, сушился и отделывался. Фабрика работала на паровых машинах. Одна машина в 25 номинальных сил использовалась для ткацких мастерских, другая в 16 сил применялась для промывной и сушильни. Еще одна машина — для красильни. Паровые машины, которые необходимы были для ткацких мастерских и для промывных мастерских, располагались в каменной пристройке к зданию. Паровые котлы чистились кочегарами примерно раз в два месяца. На фабрике было 7 котлов и все, кроме запасного, постоянно были в работе.
Арманды основали свой торговый дом. Организовали товарищество «Евгений Арманд с сыновьями». Они обеспечивали свои фабрики самым лучшим оборудованием и изготавливали продукцию для нужд российской армии. Евгений Арманд расширил ассортимент выпускаемых тканей.
Фабрикант Евгений Иванович Арманд рядом с церковным кладбищем в Пушкино построил двухэтажное здание богадельни для фабричных рабочих.
Дети Евгения Ивановича Арманда получили образование вначале в московских гимназиях, а затем во Франции и Германии.
В 1890 году умер Евгений Иванович Арманд.
Семейное дело продолжил его сын, Евгений Евгеньевич Арманд. Он стал председателем правления Товарищества.